# Qianjin (köping i Kina, Jiangsu)
Qianjin (kinesiska: 前进, 前进镇) är en köping i Kina. Den ligger i provinsen Jiangsu, i den östra delen av landet, omkring 210 kilometer norr om provinshuvudstaden Nanjing. Antalet invånare är 20565. Befolkningen består av 10 978 kvinnor och 9 587 män. Barn under 15 år utgör 23,0 %, vuxna 15-64 år 63 %, och äldre över 65 år 12,0 %.
Genomsnittlig årsnederbörd är 1 080 millimeter. Den regnigaste månaden är juli, med i genomsnitt 229 mm nederbörd, och den torraste är januari, med 19 mm nederbörd.